# Thomas Hardy's Ale
La Thomas Hardy's Ale è una birra ad alta fermentazione di stile barley wine prodotta in Gran Bretagna.

## Storia
Alla fine degli anni 1960, precisamente 1968, per commemorare il quarantennale della morte dello scrittore Thomas Hardy, originario della zona, la città di Dorchester aveva organizzato un festival. Poiché il poeta e scrittore aveva decantato le qualità della birra della città in una sua opera, la birreria Eldrige Pope & Co. decise di dedicare a questi una speciale old ale stabilizzata in bottiglia. Da allora la produzione millesimata continuò in speciali birre numerate. Nel 1999 la birreria chiuse e la produzione fu interrotta fino al 2003 quando l'azienda O'Hanlon's Brewery, su commissione dell'importatore statunitense George Saxon. Nel 2008 la produzione si arrestò nuovamente. Nel 2012, su iniziativa dei fratelli Vecchiato, che acquistarono il marchio e recuperarono la ricetta originale, si avviarono investimenti e ricerche per riprendere la produzione che fu finalmente riavviata nel 2015.
La Thomas Hardy's Ale ha vinto nel 2016 la medaglia d'oro all'International Beer Challenge e l'anno successivo la medaglia d'oro al World Beer Challenge.

## Descrizione
Il profumo richiama il malto, la frutta rossa e il tabacco bianco. Il sapore è alcolico e fruttato, con note di mela cotta. La corsa finale termina con note amare, di liquirizia e affumicato; questi ultimi due sapori ne caratterizzano anche il retrogusto.
Come tutte le birre barley wine, anche la Thomas Hardy's Ale deve riposare per almeno cinque anni in bottiglia prima di essere bevuta, per sviluppare tutti gli aromi che ne caratterizzano il gusto, tra cui quello che ricorda il vino Madera. Un riposo complessivo di venticinque anni permette a questa birra di raggiungere la pienezza del gusto e del profumo.
La Thomas Hardy's Ale è considerata la birra britannica maggiormente alcolica 